# Leito recheado

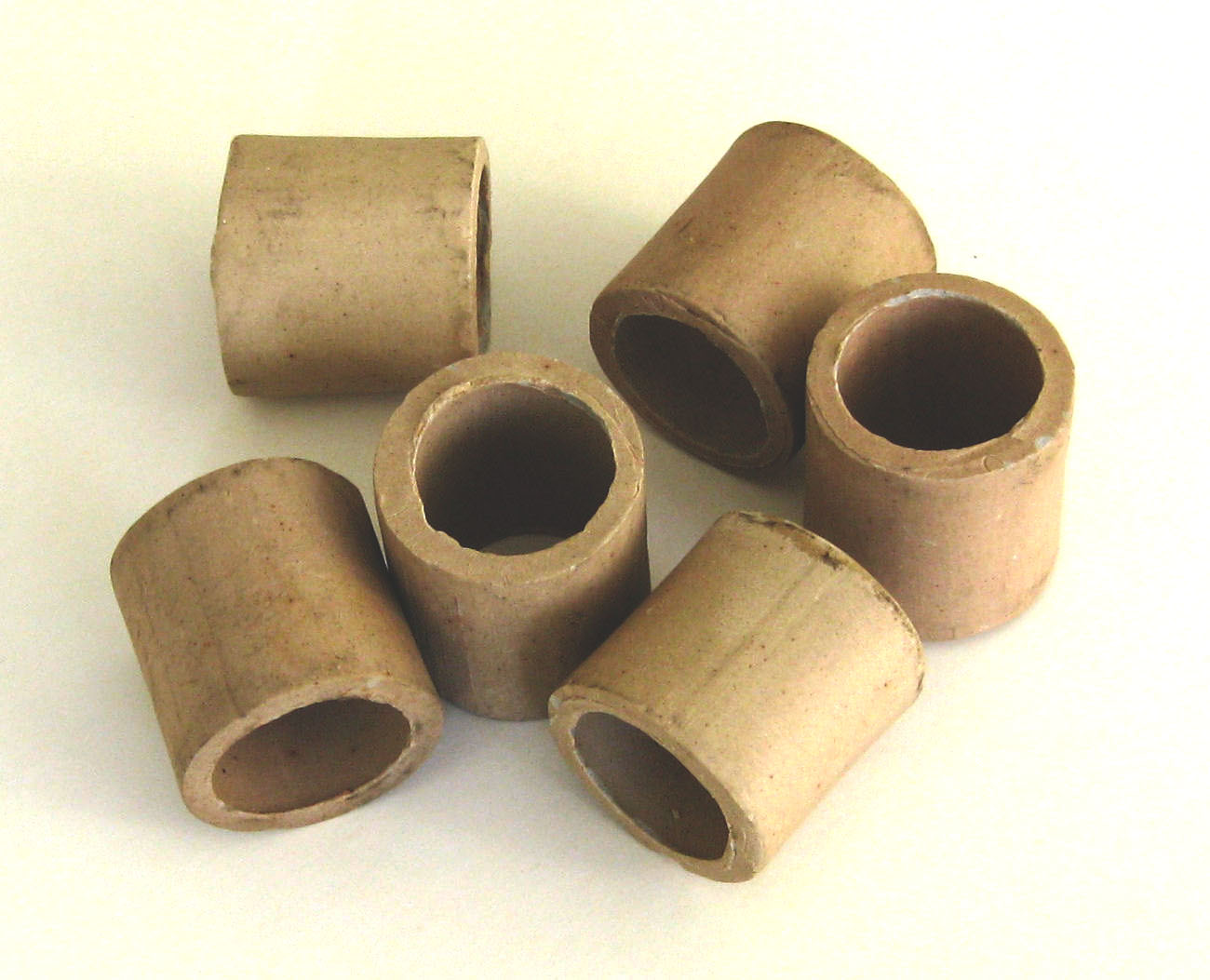
Anéis de Raschig de uma polegada (25 mm) em cerâmica

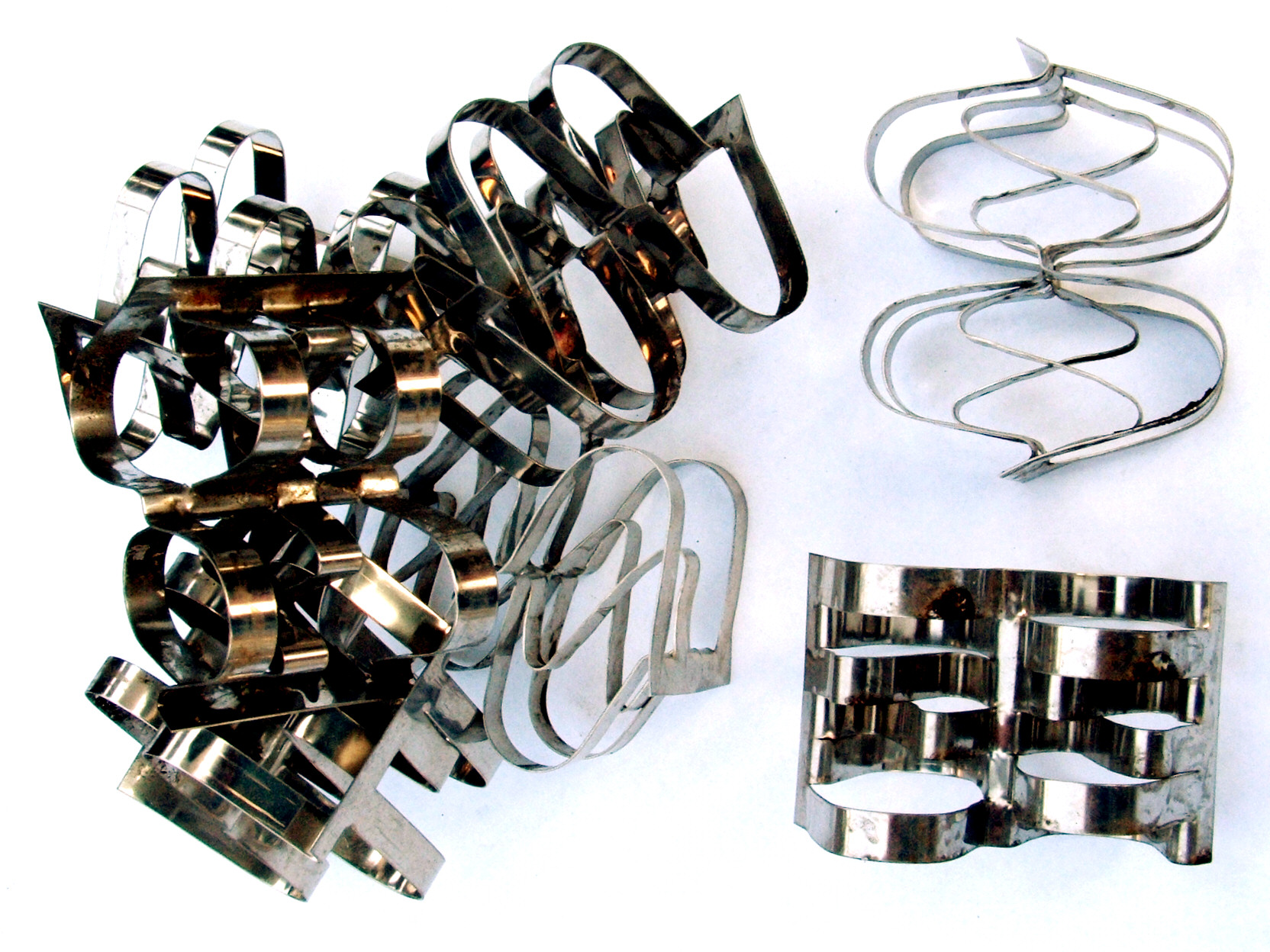
Anéis Super-Raschig

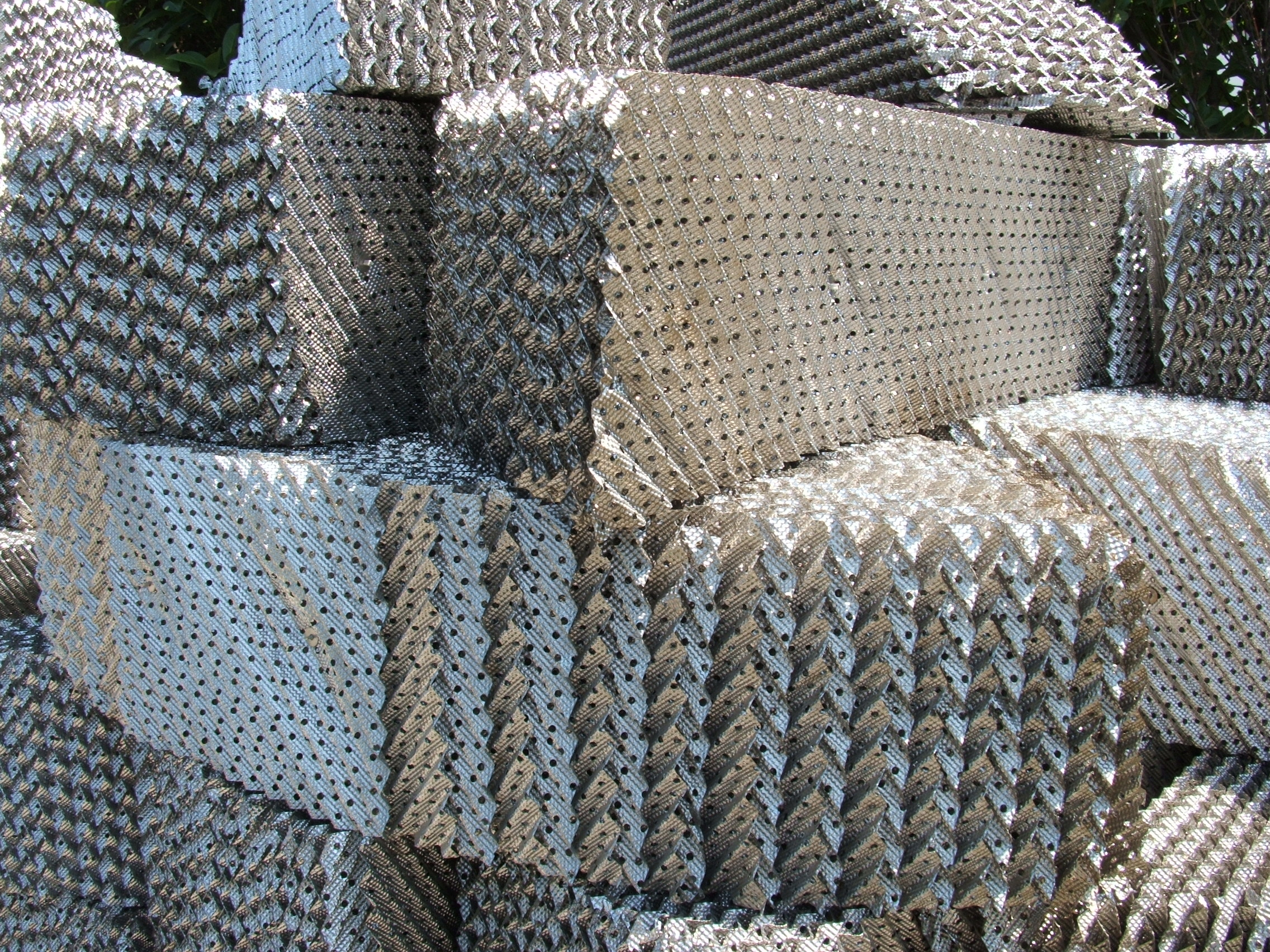
Recheio estruturado

Em processamentos químico, um leito recheado, algumas vezes simplesmente recheio é um tubo oco, tanque, coluna, ou outro vaso que é preenchido com um material de recheio, ou "empacotamento". O empacotamento pode ser aleatoriamente preenchido com pequenos objectos como anéis de Raschig ou então ele pode ser projetado especificamente, formando um recheio estruturado.